# Темп'єтто
Темп'єтто (Tempietto; букв. «храмик», також італ. Tempietto di Bramante) — маленька каплиця-ротонда в центрі одного з дворів монастиря францисканців, що прилягає до церкви Сан П'єтро ін Монторіо в Римі на пагорбі Янікул. Ця, сповнена ясної гармонії споруда, відразу ж і цілком справедливо була сприйнята як програмний витвір Ренесансу. Браманте реалізував ідею про цілісну в своїй досконалій гармонії центричну будівлю.

## Історія
Храм зведений Браманте на замовлення іспанських монархів Фердинанда та Ізабелли у 1502 році.

## Опис
Задум Браманте цілком не здійснився. Поставлений на місці, де за припущеннями був розп'ятий апостол Петро, цей маленький храм мав стати центральним ядром круглого, оточеного колонадою дворика. Дворик не був збудований та відомий лише за гравюрами Серліо. В цій закономірній та ясній композиції двір мав стати відкритим храмом, а Темп'єтто був би призначений тільки для священика.
Основний циліндричний об'єм Темп'єтто піднімається над портиком, 16 суцільних колон якого витесані з граніту. Барабан завершується напівсферичним куполом.
Стіна целли нижньої частини, висота якої відповідає портику, розчленована 16 пілястрами, які чергуються з нішами, вікнами та дверима.
В інтер'єрі — роботи Себастьяно дель Пьомбо: «Бичування» та «Преображіння» (якому допомагав у роботі сам Мікеланджело), великий плафон Вазарі та могила легендарної Беатриче Ченчі. Остання велика робота Рафаеля, «Преображення», була вилучена з храму та перенесена у 1796 р. до Ватикану.